# Rzęsorek mniejszy
Rzęsorek mniejszy (Neomys milleri) – gatunek ssaka z rodziny ryjówkowatych (Soricidae). 

## Występowanie
Występuje w Europie i Azji Zachodniej. W Polsce występuje na Podkarpaciu, w Pieninach, Sudetach oraz w Puszczy Białowieskiej i na Pojezierzu Pomorskim. 

## Wygląd
Ubarwienie grzbietu ciemne, spodnia część ciała biała, na nogach i ogonie szczeciniaste włosy. U samic występuje pięć par sutków.

## Biologia i ekologia
Jego ślina zawiera jad. Żyje nad wodami, samotnie. Żywi się wodnymi ślimakami, mięczakami, owadami i drobnymi kręgowcami. Aktywny w dzień i w nocy.
Rzęsorek mniejszy jest jedynym znanym żywicielem roztoczy z rodzaju Apodemodex oraz nużeńca Demodex neomydis. Występują one w mieszkach włosowych gospodarza.

## Systematyka
Wyróżniano dwa podgatunki rzęsorka mniejszego anomalus i milleri jednak badania genetyczne wykazują, że są to dwa odrębne gatunki.

## Ochrona
Rzęsorek mniejszy w Polsce znajduje się pod ochroną. Jako gatunek rzadki został umieszczony w Polskiej czerwonej księdze zwierząt ze statusem LC – najmniejszej troski. 